# Rhodé
Pour les articles homonymes, voir Rhode.
Dans la mythologie grecque, Rhodé ou Rhodos (en grec ancien Ῥόδη, / Rhódê ou Ῥόδος,, / Rhódos, « rose »), fille de Poséidon, est une divinité marine associée à l'île de Rhodes, à qui elle donne son nom, et l'épouse du titan Hélios.

## Famille
Fille de Poséidon, sa mère varie selon les auteurs : Amphitrite, Aphrodite ou Halia. Elle est l'épouse d'Hélios, divinité tutélaire de Rhodes, de qui elle a selon Pindare « sept fils, sages législateurs des premiers habitants de cette île. L'un d'eux engendra d'abord Ialysos, ensuite Camiros et Lindos ». Diodore de Sicile confirme cette version en nommant les sept fils (Ochimos, Cercaphos — le père d'Ialysos et ses frères —, Macarée, Actis, Ténagès, Triopas, Candalos) et une fille, Électryone.
Dans une tradition minoritaire préservée par une scholie et rattachée aux « poètes tragiques », Rhodé est la fille d'Asopos et a quatre enfants d'Hélios : Phaéton, Églé, Lampétie et Phaéthuse. Elle joue alors dans le mythe de Phaéton un rôle semblable à celui de Clymène chez Ovide.

## Inscription
Une inscription rhodienne votive, datée de la fin du IIIe siècle av. J.-C., est dédiée « à Hélios, à la déesse Rhodos, à tous les êtres divins, dieux, déesses, archégètes, héros, qui protègent la ville et le territoire des Rhodiens ».